# Джамасп (мудрец)
Джамасп был иранским философом во времена Зороастра. Джамасп был великим визирем Виштаспы. Книга Джамасп-наме о нём.
Джамасп-наме — среднеперсидская книга откровений. В более широком смысле это также первоисточник средневековой зороастрийской доктрины и легенд. Работа также известна как Айадгар и Джамаспиг или Айаткар-и Джамаспик, что означает «[В] память о Джамаспе».
Текст представляет собой серию вопросов и ответов между Виштаспой и Джамаспом, оба из которых были непосредственными и ближайшими учениками Зороастра. Виштасп был княжеским защитником и покровителем Зороастра, а Джамасп был дворянином при дворе Виштаспа. Оба являются фигурами, упомянутыми в Гатах, древнейших гимнах зороастризма, которые, как полагают, были составлены Зороастром.